# Controlled flight into terrain
Controlled Flight into or toward Terrain – deutsch gesteuerter Flug ins Gelände oder darauf zu (meist kurz Controlled Flight into Terrain oder CFIT) – ist eine Kategorie von Flugunfällen, bei denen ein voll steuerbares Luftfahrzeug von der Besatzung gegen die Erdoberfläche oder gegen ein Hindernis geflogen wird. Üblicherweise ist sich die Besatzung des bevorstehenden Zusammenstoßes nicht bewusst (oder erst so spät, dass eine Korrektur nicht mehr möglich ist).

## Definition
Die internationale Zivilluftfahrtorganisation ICAO und das Commercial Aviation Safety Team definieren CFIT als Zusammenprall oder Beinahe-Zusammenprall eines im Flug befindlichen Luftfahrzeugs mit einer Land- oder Wasserfläche oder einem Hindernis, ohne dass es Anzeichen dafür gibt, dass zuvor die Beherrschung über das Luftfahrzeug verloren wurde. Ein CFIT kann sowohl unter Instrumentenflugbedingungen (IMC) als auch unter Sichtflugwetterbedingungen (VMC) stattfinden und umfasst auch Fälle, bei denen die Piloten einer optischen Täuschung oder eingeschränkten Sichtverhältnissen, wie etwa Brownout oder Whiteout, unterliegen.
Nicht unter CFIT fallen Situationen, in denen sich die Besatzung der gefährlichen Situation bewusst ist, aber den Zusammenprall nicht vermeiden kann. Dies ist vor allem dann der Fall, wenn technisches oder menschliches Versagen oder widrige Wetterverhältnisse dazu führen, dass die Kontrolle über das Flugzeug verloren wird. In diesem Fall spricht man von Loss of Control-Inflight (LOC-I).
Ebenfalls nicht unter den Begriff CFIT fallen Ereignisse, die in den folgenden Situationen entstehen:
- Zwischenfälle beim beabsichtigten Fliegen in niedriger Höhe, etwa beim Agrarflug, Löschflug, Arbeitsflug in der Nähe von Hindernissen, bei SAR-Missionen. Diese Unfälle werden als Low Altitude Operations (LALT) klassifiziert.
- Kollisionen mit Hindernissen bei Start und Landung (Collision With Obstacle(s) During Takeoff and Landing, CTOL). SL
- Absichtlich herbeigeführte Ereignisse wie Pilotensuizide (Security Related, SEC) oder Terroranschläge
- Zwischenfälle mit unbemannten Luftfahrzeugen (System/Component Failure or Malfunction (Non-Powerplant), SCF-NP oder Loss of Control-Inflight, LOC-I).
- Verfehlen der Start- und Landebahn (Undershoot/Overshoot, USOS).

## Häufigkeit und Gegenmaßnahmen
Zwischen 1946 und 1955 gab es jährlich im Durchschnitt 3,5 Fälle, in denen ein flugtaugliches, steuerbares Passagierflugzeug ins Gelände geflogen wurde. Diese Häufung von CFIT-Unfällen führte in den 1970er-Jahren zur Entwicklung und Einführung des Bodenannäherungswarnsystems GPWS. Bis 1980 wurde das Risiko trotz der starken Zunahme des Luftverkehrs auf etwa zwei CFITs pro Jahr gesenkt.
Durch die Weiterentwicklung zum Enhanced Ground Proximity Warning System (EGPWS), auch „Terrain awareness and warning system“ (TAWS) genannt, konnten die Unfallzahlen noch weiter gesenkt werden. Dabei wird die momentane Flugzeugposition mit einer internen Terrain-Datenbank abgeglichen, so dass die Besatzung umfassend optisch informiert und bei Bedarf wesentlich früher alarmiert werden kann als bei der reinen Nutzung des Radarhöhenmessers.
Im Instrumentenflug und bei Instrumentenlandungen gelten Mindestflughöhen, die nicht unterschritten werden dürfen. Auf einem VOR-DME-Anflug zum Beispiel zeigen Cockpit-Instrumente die korrekte Richtung des Anfluges an, wie auch die Distanz zum Flughafen. Auf einer Anflugkarte kann die Besatzung ablesen, in welcher Distanz welche Flughöhe eingehalten werden soll.
Auf der Seite der Flugsicherung erfolgt eine computergestützte Warnung, wenn das Flugzeug zu tief fliegt. Jedoch erfolgt eine solche Überwachung nur in der Nähe von Flughäfen, und auch nur dann, wenn die Flugsicherung entsprechend ausgerüstet ist.
Flugzeugseitig bestehen verschiedene Techniken, die CFIT-Unfälle verhindern sollen:
- Der Radar-Höhenmesser warnt, wenn dicht über dem Gelände geflogen wird, ohne dass Klappen oder Fahrwerk ausgefahren sind. Fernab eines Flughafens ist es jedoch immer noch möglich, in einem kontrollierten „Landeanflug“ mit dem Gelände zu kollidieren.
- Obige Technik wird durch die Navigation ergänzt: Es wird gewarnt, wenn zwar im Tiefflug Klappen und Fahrwerk ausgefahren sind, sich aber kein Flughafen in der Nähe befindet.
- Heutiger Stand der Technik (2010er Jahre) ist EGPWS (Enhanced Ground Proximity Warning System) beziehungsweise TAWS (Terrain Awareness and Warning System): Das Warnsystem greift auf eine digitale Gelände-Datenbank zu. Gestützt auf die Satelliten-Navigation wird berechnet, ob sich das Flugzeug auf Kollisionskurs mit dem Gelände befindet. EGPWS bezieht das Gelände, die Flugrichtung und die Fluggeschwindigkeit mit ein, und fordert die Piloten zum Steigflug auf, wenn innerhalb eines gewissen Zeitrahmens eine Kollision mit dem Gelände droht.

## Beispiele für CFIT-Zwischenfälle

### Mangelhafte Sicht
- 16. November 1937: Eine Junkers Ju 52/3m der belgischen Sabena (Luftfahrzeugkennzeichen OO-AUB) verunglückte während einer Zwischenlandung auf dem Flughafen Steene in der Nähe von Ostende (Belgien). Die Maschine kollidierte bei schlechten Sichtverhältnissen mit einem Fabrikschornstein. Beim CFIT kamen alle elf Insassen ums Leben (siehe auch Flugunfall von Ostende).[4]

- 15. August 1939: 13 Junkers Ju 87 verunglückten, da sie in den Boden flogen. Die Formation sollte im Sturzflug eine Wolkendecke durchstoßen; aufgrund einer unerwartet niedrigen Wolkenuntergrenze konnten die Piloten aber erst in etwa 100 Metern Höhe den Boden erkennen und die Maschinen nicht mehr rechtzeitig abfangen (siehe auch Stuka-Unglück von Neuhammer).
- 26. Juni 1942: Der Schweizer Oberleutnant Gustav Nipkow flog mit einer Messerschmitt 109 E-3 im Rahmen einer Übung entlang der Emme. Dort kollidierte er aufgrund tief hängender Wolken am Schallenbergpass.[5][6]

- 28. Juli 1945: Ein Bomber des Typs B-25 kollidierte bei dichtem Nebel mit dem Empire State Building.

- 2. August 1947: Ein Flugzeug des Typs Avro 691 Lancastrian 3 (G-AGWH) kollidierte auf dem Flug von Buenos Aires nach Santiago de Chile in den argentinischen Anden mit dem Vulkan Tupungato. Die Besatzung war vermutlich in einen dem Flugzeug entgegen wehenden Jet-Stream geraten, der das Flugzeug in Bezug auf die Geschwindigkeit über Grund erheblich verlangsamte. Die Besatzung wähnte sich aufgrund der verstrichenen Flugzeit bereits jenseits der Anden und begann zu früh mit dem Sinkflug. Das Flugzeug wurde erst 50 Jahre später entdeckt (siehe auch Flugunfall der Star Dust).

- 3. November 1950: Eine Lockheed L-749 Constellation der Air India zerschellte am Mont-Blanc-Vorgipfel Rochers de la Tournette.[7] Alle 48 Personen an Bord starben (siehe auch Air-India-Flug 245).

- 10. September 1952: Nach einem Kampfeinsatz während des Koreakriegs konnte eine Formation von sieben Grumman F9F-4 „Panther“ wegen schlechten Wetters nicht auf dem Militärflugplatz Pohang landen und wich zur Basis Daegu aus. Die gesamte Gruppe flog 43 km südöstlich des Ausweichflugplatzes gegen einen Berg, wobei alle 7 Piloten starben.

- 26. Juni 1969: Der belgische Unterleutnant Roger Louis Joseph Marquillier flog im Rahmen der Übung Sky Blue mit seinem RF-84F-25-RE Thunderflash zu niedrig und kollidierte in schlechter Sicht bei Laufenselden im Taunus mit dem Gelände. Heute erinnert ein Gedenkstein im Wald an den Unfall, und noch immer finden sich hier Teile des Flugzeugs.

- 12. Mai 2010: Nachdem der Landeanflug aufgrund fehlender Bodensicht abgebrochen wurde, verunglückte ein Airbus A330-202 bei Tripolis. Die Besatzung hatte die Fluglage nach dem Durchstarten falsch eingeschätzt (siehe auch: Afriqiyah-Airways-Flug 771).

Siehe auch Desorientierung wegen Whiteout.

### Fehlerhafte Wahrnehmung der Position
- 24. Januar 1966: Bei Air-India-Flug 101 prallte eine Boeing 707-437 im Landeanflug auf Genf etwa 60 Meter unterhalb des Gipfels mit ca. 500 km/h an den Mont Blanc und zerschellte, wobei alle 117 Personen an Bord ums Leben kamen und nicht geborgen werden konnten. Es handelte sich zum Unfallzeitpunkt um den der Zahl der Todesopfer nach zweitschwersten Flugunfall auf französischem Boden. Auch Jahrzehnte nach dem Unfall werden im Bereich des an der Nordflanke des Mont Blanc herabfließenden Gletschers Glacier des Bossons immer noch Funde gemacht, die von diesem Flugunfall und dem des Air-India-Fluges 245 vom 3. November 1950 stammen.
- Flugunfall einer Transall C-160 auf Kreta 1975
- 2. Januar 1988: Im Anflug auf Izmir zerschellte eine Boeing 737 auf dem Condor-Flug 3782 an einem Berg. Ursache war ein Navigationsfehler infolge des Empfangs einer Nebenkeule des Instrumentenlandesystems. Alle 16 Insassen starben.

### Fehlerhafte Wahrnehmung der Flughöhe
- Am 29. Februar 1964 flog eine Bristol 175 Britannia Series 312 mit dem Luftfahrzeugkennzeichen G-AOVO auf dem British-Eagle-Flug 802 bei schlechten Sichtbedingungen im Anflug auf Innsbruck gegen den Berg Glungezer. Die Piloten hatten die geltende, sichere Mindestflughöhe unterschritten, ohne Sichtkontakt mit dem Flughafen zu haben.
- 20. Mai 1965: Eine Boeing 720-040B auf dem Pakistan-International-Airlines-Flug 705 (AP-AMH) sank im Anflug auf den Flughafen Kairo-International zu früh und flog 20 Kilometer südlich der Landebahn in die Wüste. Sechs Passagiere überlebten den Unfall, aber insgesamt 121 Menschen an Bord wurden getötet, davon 108 Passagiere sowie die gesamte Besatzung von 13 Personen.[8]
- 29. Dezember 1972: Auf dem Eastern-Air-Lines-Flug 401 kollidierte eine Lockheed L-1011 TriStar auf dem Weg von New York nach Miami mit dem Boden der Everglades.
- 28. September 2005: Der Rettungshubschrauber Christoph 51 vom Typ BK 117 kollidierte auf einem Krankentransport nach München bei guter Sicht mit dem Westhang des Boßler. Alle vier Insassen kamen ums Leben.

### Fehlerhafte Wahrnehmung der Geländebeschaffenheit
- 9. Mai 2012: Beim Unfall eines Superjet 100 des Herstellers Suchoi flog ein Superjet (RA-97004) bei einem Demonstrationsflug über Indonesien gegen den Berg Gunung Salak. Alle 45 Insassen kamen dabei ums Leben. Die Piloten hatten das korrekt funktionierende EGPWS abgeschaltet, welches vor dem Gebirge gewarnt hätte. Fälschlicherweise gingen sie davon aus, dass sich kein derart hoher Berg in der Nähe befände (siehe auch Suchoi-Superjet-100-Unfall in Indonesien 2012).

### Bewusstes Unterschreiten der Mindestsinkflughöhe
- Am 19. Oktober 1988 unterschritten die Piloten einer Boeing 737-200 der Indian Airlines (VT-EAH) bei schlechter Sicht im Landeanflug auf den Flughafen Ahmedabad die Mindestsinkflughöhe. Die Maschine streifte einen Hochspannungsmast, stürzte auf ein Reisfeld und ging in Flammen auf. Von den 135 Menschen an Bord starben 133 (siehe auch Indian-Airlines-Flug 113).[9]

- 24. November 2001: Im Anflug auf Zürich zerschellte ein Flugzeug des Typs Avro RJ100 der schweizerischen Crossair nach dem Berühren von Bäumen in der Nähe von Bassersdorf, Kanton Zürich. Ursache war das bewusste Unterschreiten der Mindestsinkflughöhe. Von den 33 Insassen starben 24 (siehe auch Crossair-Flug 3597).

### Fehlerhafte Bedienung des Flight Management Systems
- Am 14. Februar 1990 starben 94 Menschen, nachdem der Kapitän eines Airbus A320-200 der Indian Airlines (VT-EPN) im Anflug auf den HAL Bangalore International Airport durch eine Fehlbedienung statt einer Sinkrate eine (zu niedrige) Zielhöhe vorgegeben hatte. Die Piloten bemerkten ihren Fehler zu spät, um den Aufprall auf einem Golfplatz kurz vor dem Zielflughafen noch abwenden zu können (siehe auch Indian-Airlines-Flug 605).
- Am 20. Dezember 1995 kamen 159 Menschen ums Leben, als eine Boeing 757 der American Airlines (N651AA) in der Nähe von Cali, Kolumbien mit einem Berggipfel der Anden kollidierte. Zuvor waren mehrere Wegpunkte falsch in das Flight Management System eingegeben worden, so dass sich das Flugzeug auf einem Flugweg befand, der nicht geplant war und in deutlich höheres Gelände führte als vorgesehen (siehe auch American-Airlines-Flug 965).[10]